# یرنه، سودتلیا
شهر یرنه، سودتلیا (به سوئدی: Järna, Södertälje) در ناحیه شهری سودتلیا در کشور سوئد واقع شده‌است. جمعیت این شهر ۱۶۰۹٫۷۱  نفر است.